# Pile gallo-romaine de la Tourraque
Ne doit pas être confondu avec Tourraque de Merlieu.
La pile gallo-romaine de la Tourraque ou tourraque d'Ortolas, est une tour gallo-romaine en pierre, aussi appelée pile, située dans la commune de Lamazère, dans le département français du Gers.
Elle mesure un peu moins de 7 m de haut mais sa hauteur initiale était certainement supérieure. Bien qu'aucun indice archéologique ou historique ne permette de l'affirmer directement, il s'agit sans doute, par analogie avec d'autres monuments du même type, d'un cénotaphe signalant la proximité de la sépulture d'un important personnage local, comme le laisse supposer la présence d'un enclos funéraire à son pied.
Elle est inscrite comme monument historique en 1963.

## Localisation
La pile se trouve sur la commune de Lamazère, à environ 1,5 km au nord du village. Elle est située sur le haut d'un coteau de la rive droite de la Baïse.

## Historique
La pile est datable, comme les autres monuments analogues du sud-ouest, du milieu du IIe siècle. Les sondages réalisés sur le site n'apportent toutefois aucune information à ce sujet.
Jusqu'à la fin du XIXe siècle, la pile n'a fait l'objet d'aucune fouille archéologique, mais sur la face occidentale, une cavité creusée à sa base témoigne d'un acte de vandalisme.
La pile est inscrite au titre des monuments historiques par arrêté du 12 novembre 1963. Deux ans plus tard, des sondages réalisés à proximité du monument permettent de préciser son environnement archéologique.

## Description

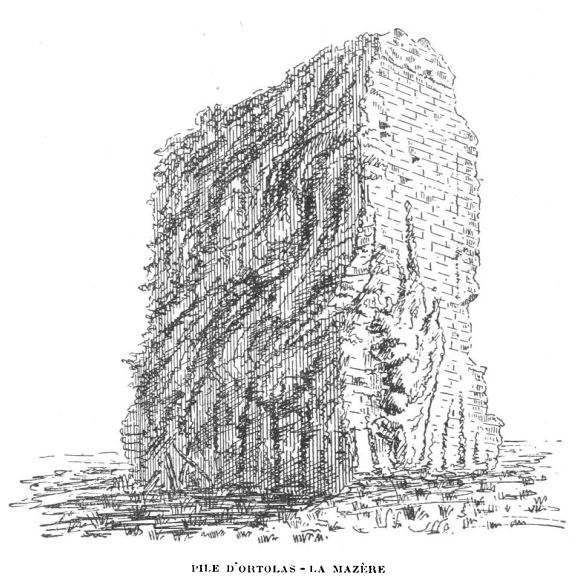
La pile vers 1898.

La pile est établie sur un massif de fondation profond de 0,83 cm et mesurant 4,18 × 3,50 m. Le monument lui-même, sur plan quadrangulaire de 4 × 3,20 m est arasé au niveau de la base de la niche creusée dans sa face ouest. Ainsi mutilée, la pile ne mesure plus que 6,81 m de haut.
Un parement en petit appareil de moellons calcaires d'origine locale de 10 cm de côté recouvre uniformément un noyau en opus caementicium ; ce parement est encore nettement visible sur la face nord, la mieux conservée. Au-dessus d'un socle ou soubassement de trois assises de moellons, la pile présente encore deux étages. Le premier constitue le podium décoré de pilastres à chacun de ses angles et le second est en retrait par rapport au premier. Le passage d'un étage à l'autre est en outre marqué par une corniche.
La niche était vraisemblablement voûtée en cul-de-four. Dans la restitution proposée dans l'ouvrage de Pascale Clauss-Balty et basée sur les relevés de 1965, la pile possède un troisième étage, celui de la niche ; cet étage est souligné de pilastres à chacun de ses angles. Les pieds-droits de la niche sont eux-aussi décorés de pilastres. L'orientation de la pile (face principale tournée vers le nord-ouest) semble être choisie de sorte que la niche, qui abrite certainement les statues des défunts à qui la pile est dédiée, soit visible du plus loin possible depuis la vallée.
Une toiture de tuiles, en pyramide ou plus probablement en bâtière en raison du plan de l'édifice couronne le monument.
Le monument est accompagné d'un enclos, très probablement funéraire, dont les vestiges sont identifiés aux angles est et sud de la pile. Le mur de cet enclos est suffisamment peu élevé pour permettre de voir la pile sur toute sa hauteur.

## Fonction
La présence d'un enclos est un indice fort du rôle de monument funéraire, probablement un cénotaphe, attribué à la pile, dont la fonction était de signaler au public la proximité d'un ou plusieurs tombeaux. L'implantation fréquent de ce type de monument, en bordure de voie pour des raisons de visibilité, a pu faire qu'elles ont servi ultérieurement de repère géographique, comme un élément marquant du paysage.
En outre, la présence de moellons, de fragments de béton et de tegulae indique l'existence d'autres constructions localisées à quelques centaines de mètres de la pile. Il est possible qu'il s'agisse d'une villa liée au monument. Le même type de rapprochement est fait entre la pile gallo-romaine d'Ordan-Larroque et une autre villa antique située à proximité de ce même monument.
Dans cette hypothèse, un ensemble cohérent semble être constitué comprenant la villa, l'enclos, espace cimétérial dédié à la famille habitant la villa et la pile, monument signalant la présence de l'enclos et perpétuant le souvenir des défunts de la famille.

## Galerie

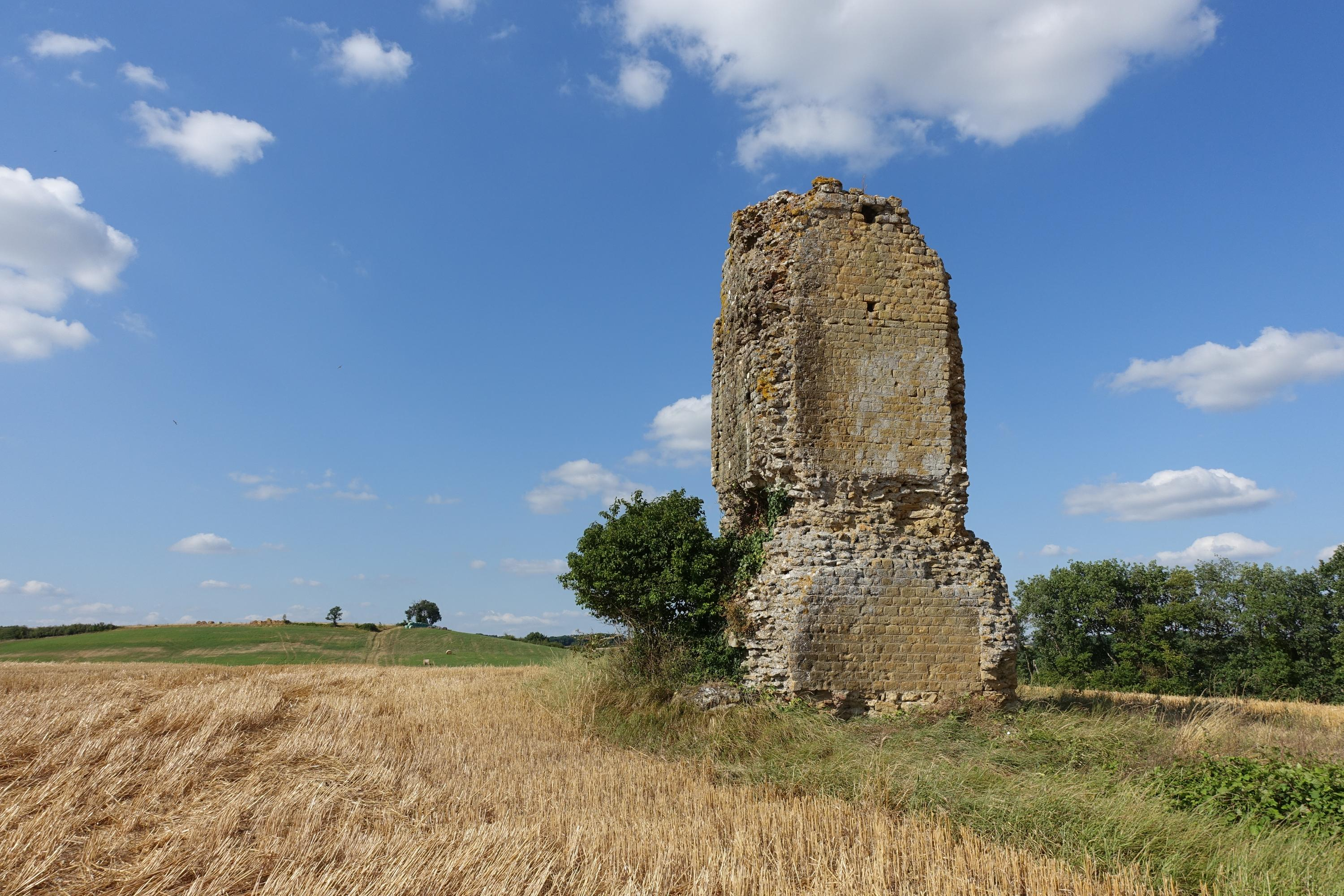
La pile vue depuis le sud-ouest.
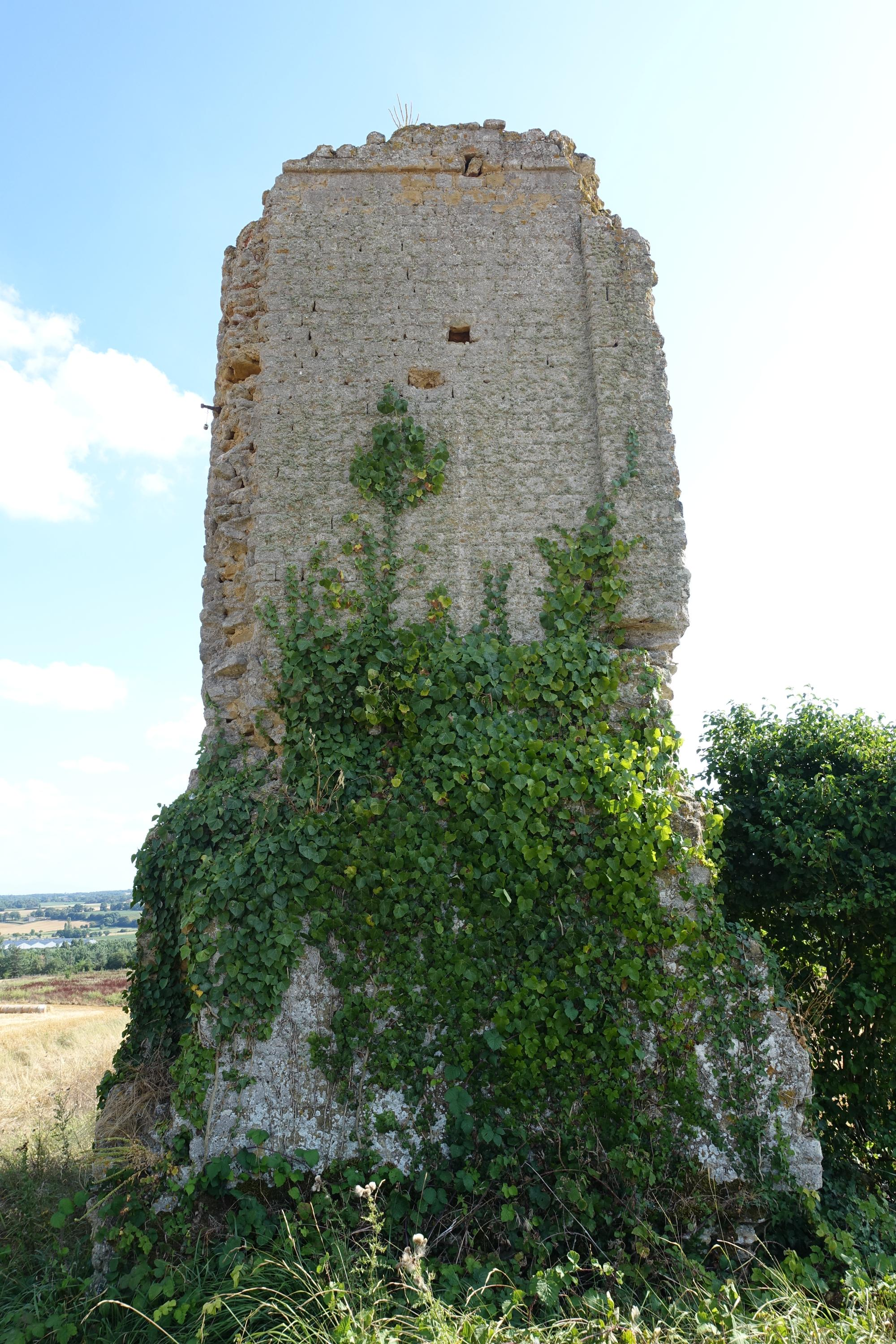
Face nord de la pile.
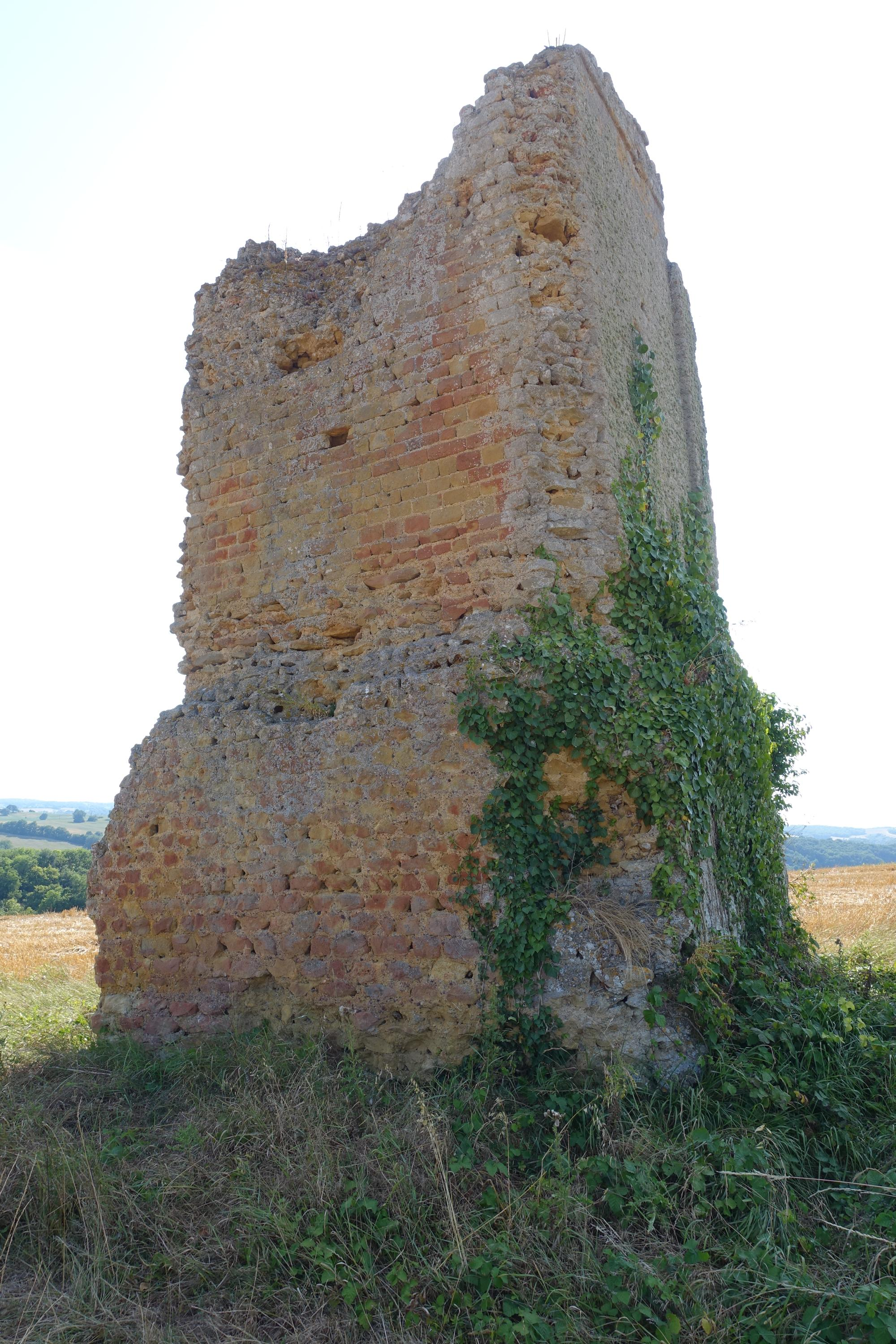
Face est de la pile
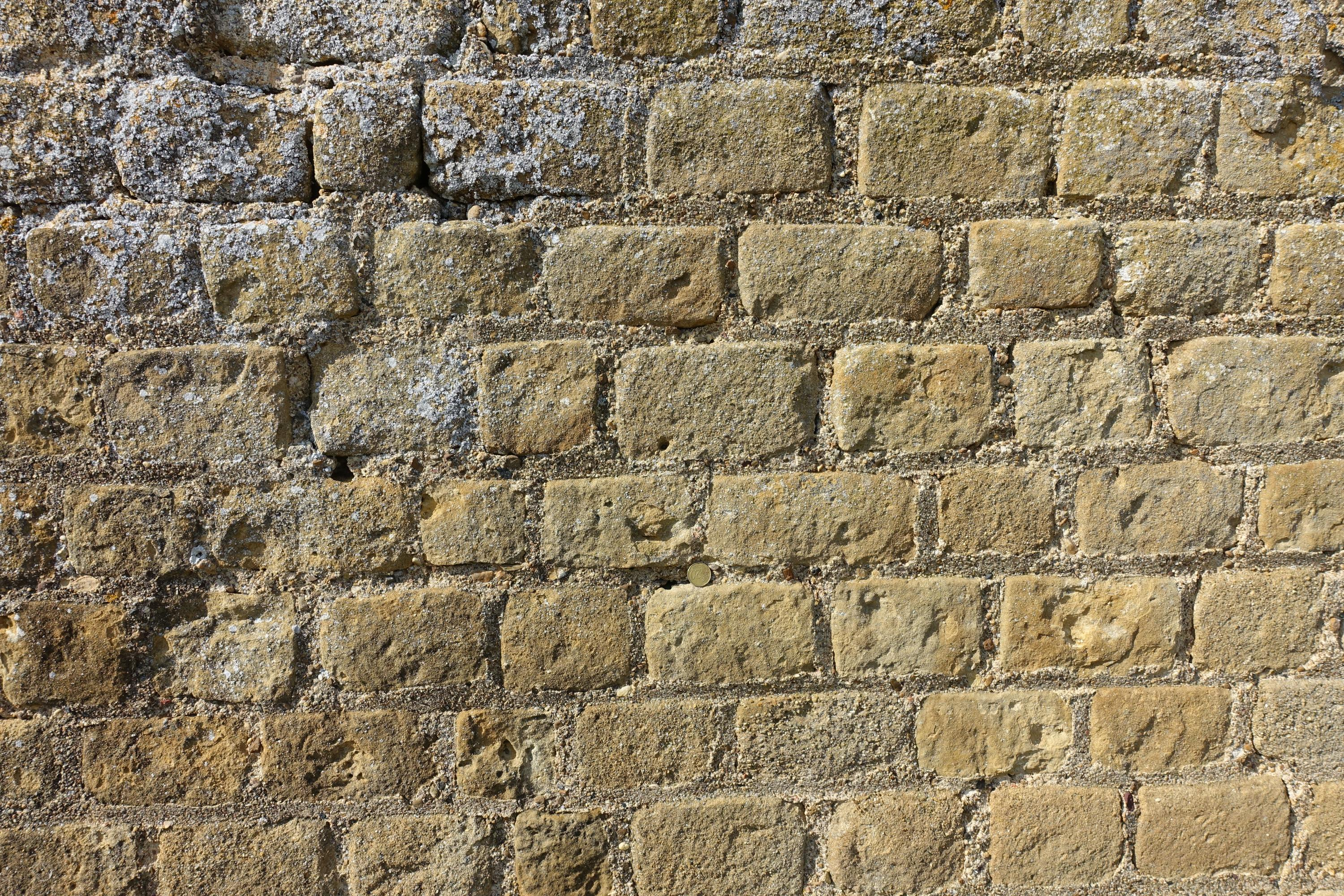
Détail du parement. La pièce de 20 centimes donne l'échelle.